# François Lemoyne

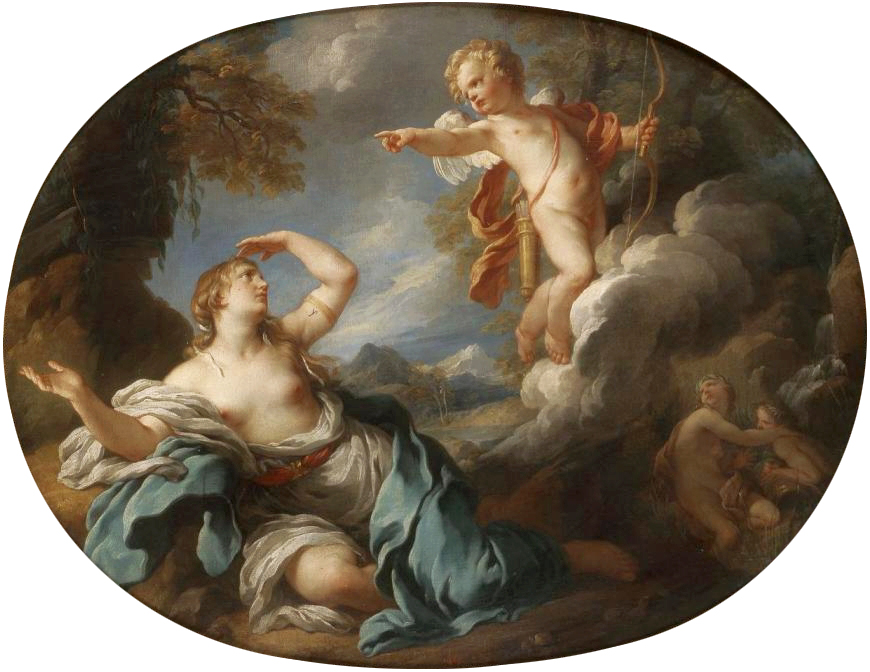
Amor i Psyche I poł. XVIII w., Muzeum Czartoryskich w Krakowie

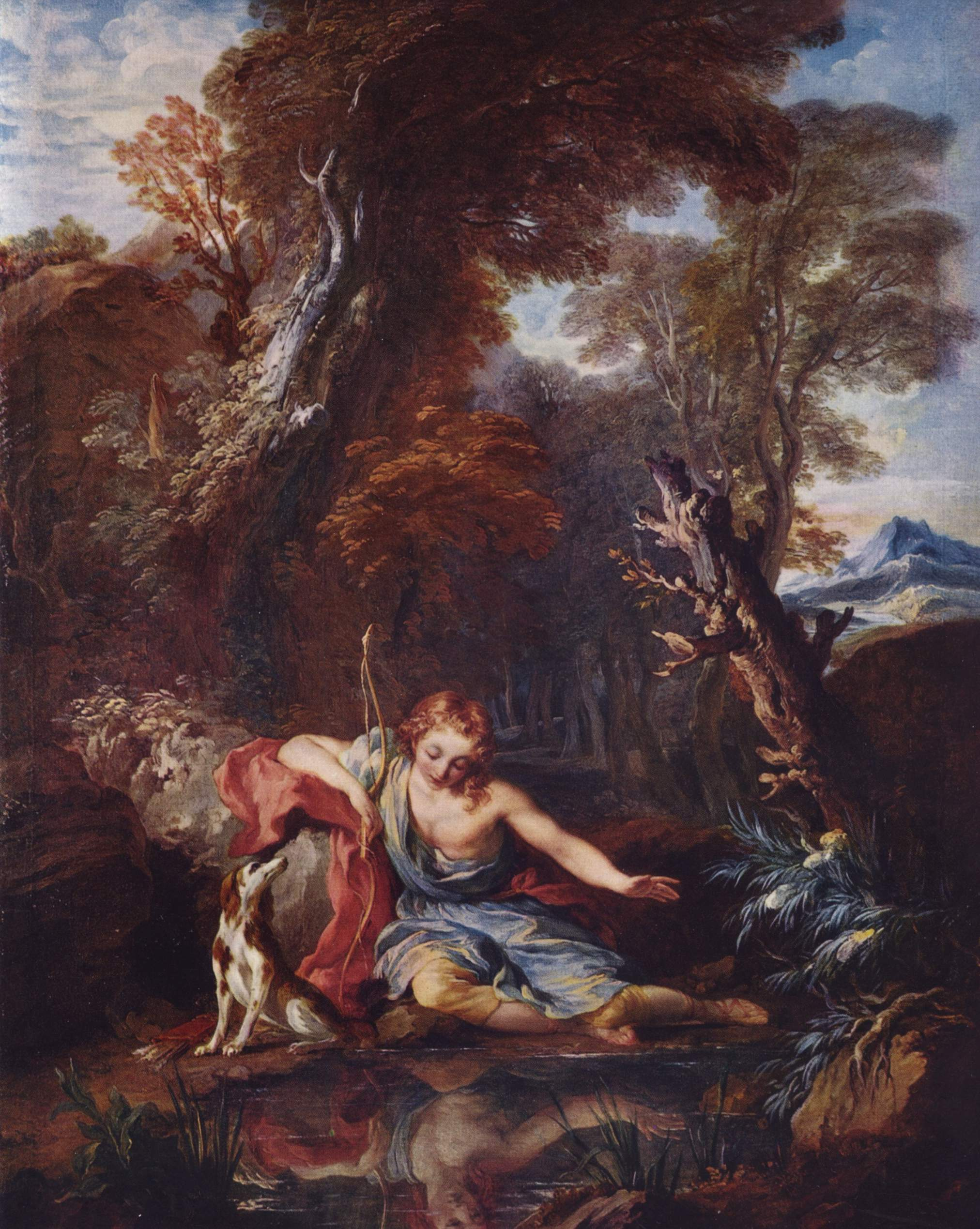
Narcyz (1728), Ermitaż, Sankt Petersburg

François Lemoyne lub Le Moyne (ur. w 1688 w Paryżu, zm. 4 czerwca 1737 tamże) – francuski malarz okresu rokoka.

## Życiorys
W wieku 13 lat, w 1701, wstąpił do Królewskiej Akademii Malarstwa i Rzeźby. Był tam uczniem Louisa Galloche’a do roku 1713. W 1718 został członkiem tejże Akademii, a w 1733 został mianowany jej profesorem. W 1723 przebywał we Włoszech.
Malował obrazy o tematyce religijnej i mitologicznej. Tworzył też wielkie kompozycje dekoracyjne (plafon w kościele Saint-Sulpice, wielki plafon w Sali Heraklesa w Luwrze) pod wpływem Rubensa i malarstwa weneckiego.
Do jego uczniów należeli m.in. Charles-Joseph Natoire i François Boucher.
W wyniku przepracowania oraz z powodu śmierci żony oszalał. W 1737 popełnił samobójstwo.

## Wybrane dzieła
- Amor i Psyche I poł. XVIII w., 60 × 82 cm, Muzeum Czartoryskich w Krakowie
- Herkules i Omfale (1724), 184 × 149 cm, Luwr, Paryż
- Kąpiąca się (po 1724), 137 × 105 cm, Ermitaż, Sankt Petersburg
- Narcyz (1728), 137 × 105 cm, Ermitaż, Sankt Petersburg
- Perseusz i Andromeda (1723), 184 × 151 cm, Wallace Collection, Londyn
- Piknik na polowaniu (1723), Museu de Arte, São Paulo
- Wenus i Mars, Muzeum Narodowe w Warszawie